# Грунька
Грунька (укр. Грунька) — село, 
Гринченковский сельский совет,
Ахтырский район,
Сумская область,
Украина.
Код КОАТУУ — 5920382003. Население по переписи 2001 года составляет 3 человека .

## Географическое положение
Село Грунька находится на левом берегу реки Ташань, недалеко от её истоков,
ниже по течению на расстоянии в 1 км расположено село Рассоховатое,
на противоположном берегу — село Ищенки.